# Psathyrelle hydrophile
Psathyrella piluliformis
Espèce
La psathyrelle hydrophile (Psathyrella piluliformis) est un champignon agaricomycète du genre Psathyrella et de la famille des Psathyrellaceae.